# 이종영 (에스페란티스토)
이종영(李種永, 1932년 2월 13일 ~ 2008년 7월 4일)은 대한민국의 에스페란티스토이다. 세계 에스페란토 협회 회장을 맡았다.

## 생애
1932년 2월 13일 사천군에서 태어났다.
영남대학교와 하와이 대학교, 하버드 대학교에서 공부하였고, 고베 대학에서 경제학 박사 학위를 받았다. 1949년 에스페란토를 독학하였고, 1994년~1995년, 1998년~2001년에 한국에스페란토협회 회장이 되었다. 1995년~1998년에은 세계 에스페란토 협회 회장을 맡았고, 2001년~2004년에는 세계 에스페란토 협회 부회장을 맡았다. 이종영의 임기 동안 1996년 프라하 선언이 발표되었다.
2004년에 세계 에스페란토 협회 명예 회원(honora membro)으로 선출되었다. 2008년 7월 4일 대구광역시에서 사망하였다.